# Flying Colors (album)
Pour les articles homonymes, voir Flying Colors (homonymie).
Albums de Flying Colors
Second Nature
(2014)
Flying Colors est le premier album studio du supergroupe américain Flying Colors sorti le 26 mars 2012 sur le label Mascot Label Group.

## Réception critique
Tantôt enthousiasmés, tantôt laissés sur leur faim, les critiques ont en général une impression plutôt bénéfique de l'album[réf. nécessaire].
Sur son blog, le critique Frédéric Delâge trouve que l'album n'est pas très innovant, mais le juge néanmoins satisfaisant.

## Liste des titres
| No  | Titre                        | Durée |
| --- | ---------------------------- | ----- |
| 1.  | Blue Ocean                   | 7:05  |
| 2.  | Shoulda Coulda Woulda        | 4:32  |
| 3.  | Kayla                        | 5:20  |
| 4.  | The Storm                    | 4:53  |
| 5.  | Forever in a Daze            | 3:56  |
| 6.  | Love is What I'm Waiting For | 3:36  |
| 7.  | Everything Changes           | 6:55  |
| 8.  | Better Than Walking Away     | 4:57  |
| 9.  | All Falls Down               | 3:22  |
| 10. | Fool in My Heart             | 3:48  |
| 11. | Infinite Fire                | 12:02 |

## Personnel
Flying Colors
- Casey McPherson : chant, guitare électrique, claviers
- Steve Morse : guitare acoustique, guitare électrique
- Dave LaRue : basse
- Neal Morse : claviers, chant
- Mike Portnoy : batterie, percussion, chant

Production
- Bill Evans : producteur délégué
- Peter Collins : producteur